# 안드로메다

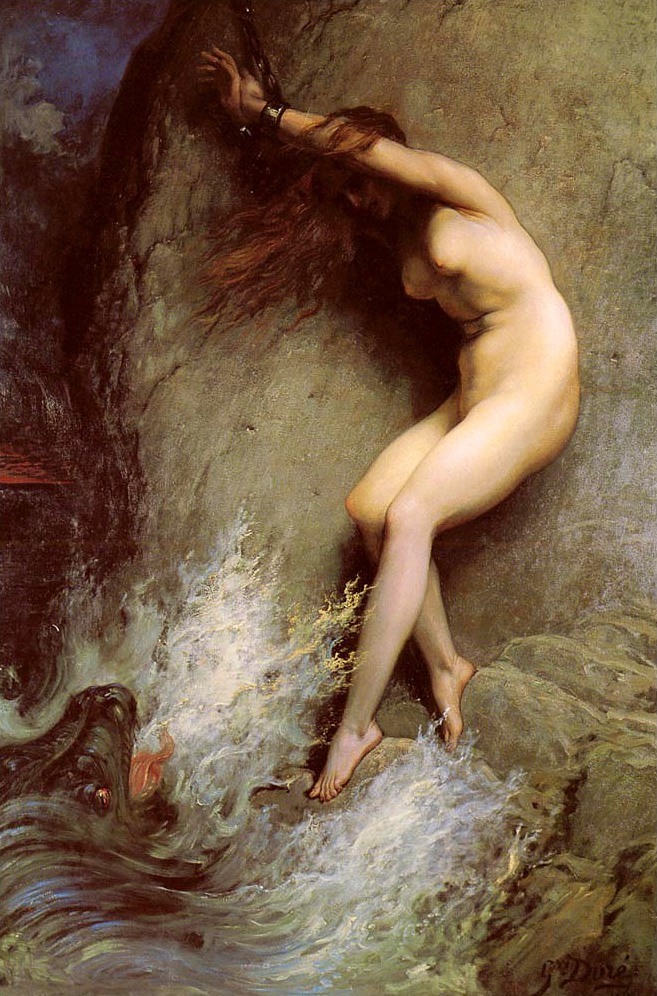
사슬에 묶인 안드로메다. 폴 귀스타브 도레

안드로메다(그리스어: Ανδρομεδα, 라틴어: Andromeda 영어: [ænˈdrɒmədə][*], 그리스어: Ανδρομέδη)는 그리스 신화에 등장하는 인물로, 아이티오피아(Aethiopia, 후세 또는 현대의 에티오피아와는 다른 지명)의 국왕 케페우스와 왕비 카시오페이아의 딸이다.
어머니 카시오페이아가 자신의 미모를 네레이드와 견주어 뽐내다가 포세이돈의 노여움을 사게 되었다. 포세이돈은 나라에 홍수를 일으키고 바다 괴물을 풀어 사람과 짐승을 죽였다. 왕은 공주를 괴물에게 제물로 바치라는 아문의 신탁에 따라 안드로메다를 해변의 바위에 묶었다.
페르세우스가 메두사를 죽이고 돌아가는 중에 묶여 있는 슬픈 사연의 안드로메다를 보게 되었고, 괴물을 죽여 그를 구출해 결혼했다. 그러나 안드로메다는 숙부 피네우스와 결혼을 약속한 상태였고, 피네우스는 페르세우스와 싸우다 메두사의 눈을 보고 돌이 되었다.
안드로메다는 아르고스의 티르인스(Tiryns)에서 페르세우스와 같이 살았고 여섯 명의 아들 페르세스, 알카에우스, 헬레우스, 메스토르, 스테넬로스, 엘렉트리온과 한 명의 딸 고르고폰을 낳았다. 페르세스는 페르시아인들의 조상이라 한다.
안드로메다가 죽자 아테나는 그를 북쪽 하늘, 페르세우스와 카시오페이아가 있는 곳 곁에 안드로메다자리로 만들었다. 소포클레스와 에우리피데스는 이 이야기를 소재로 비극을 썼다.

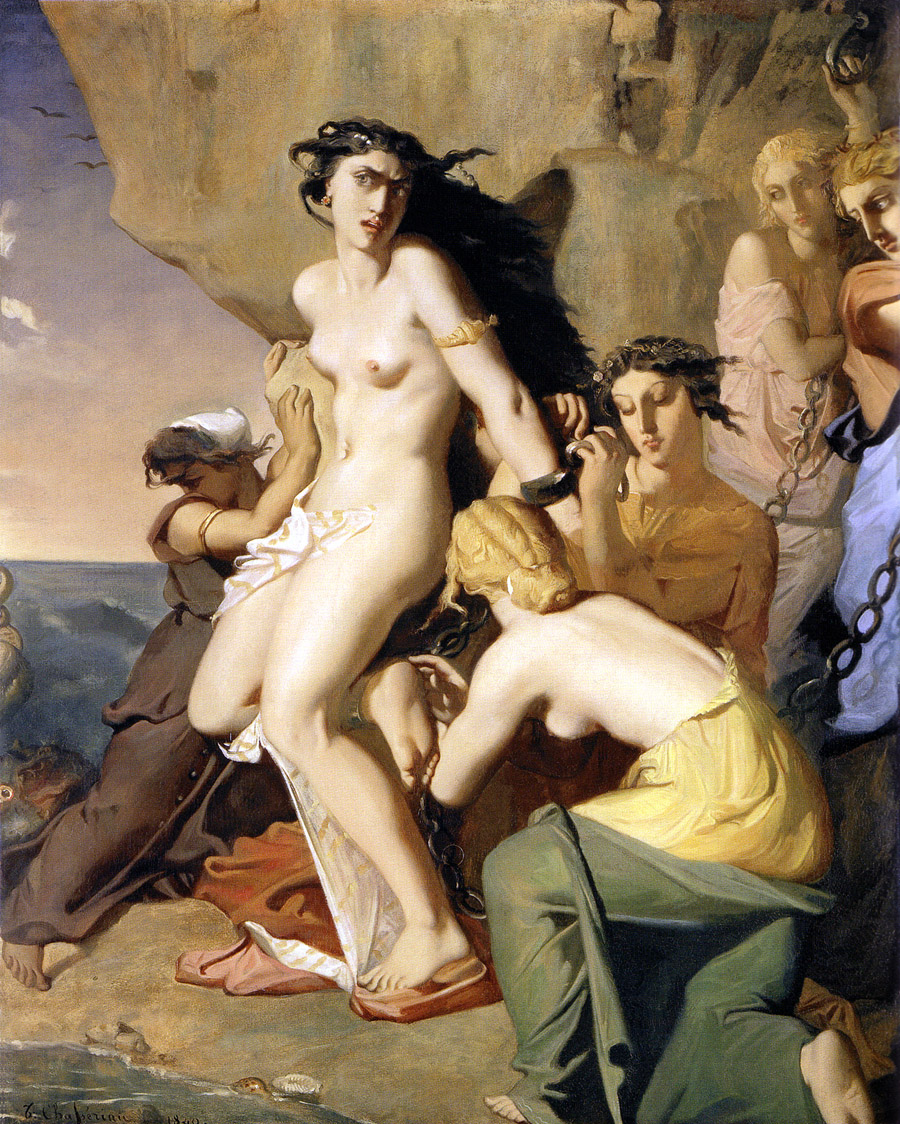
네레이드에 의해 바위에 묶인 안드로메다 (1840). 테오도르 샤세리오 (루브르 박물관)
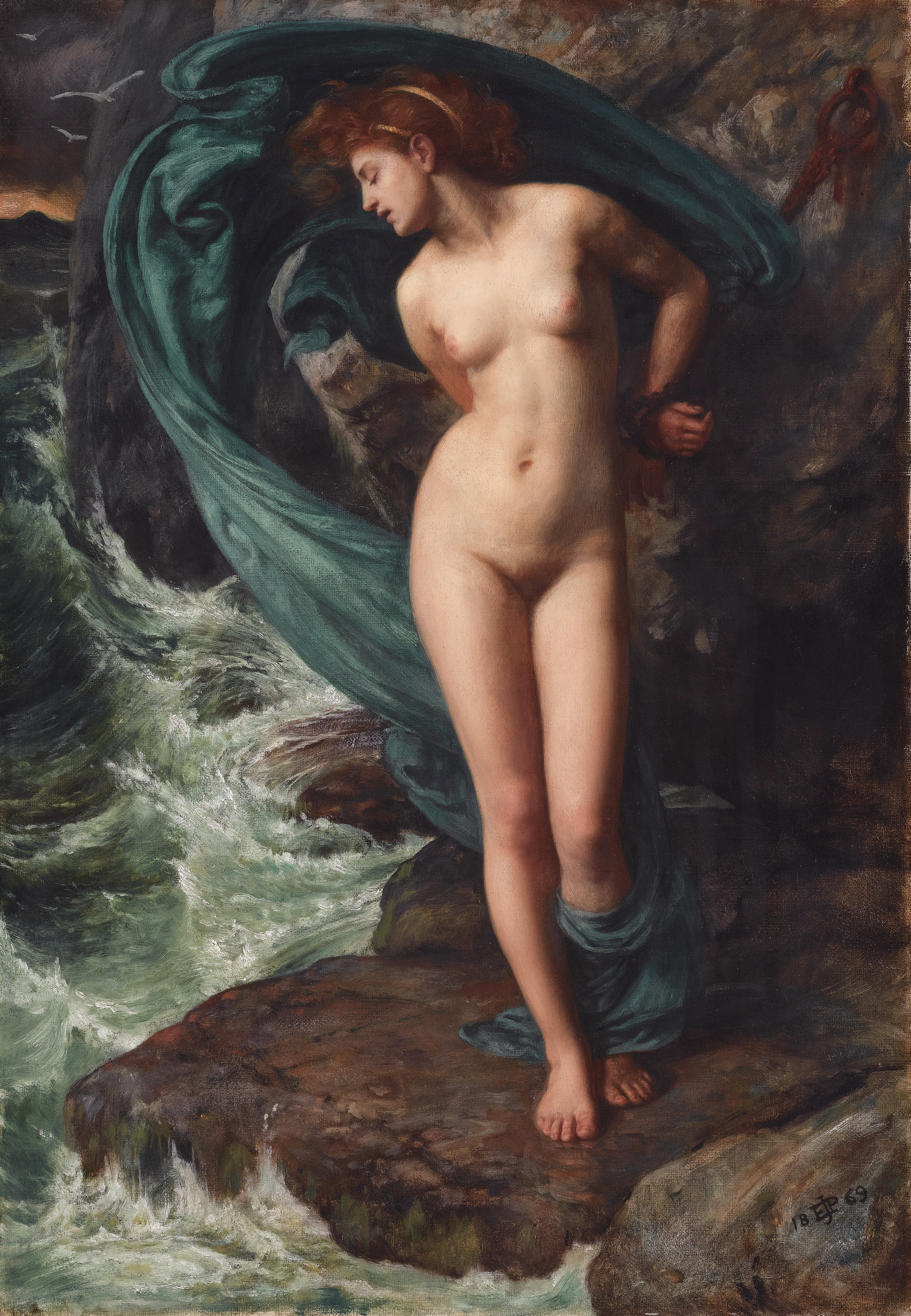
'안드로메다' (1869). 에드워드 포인터
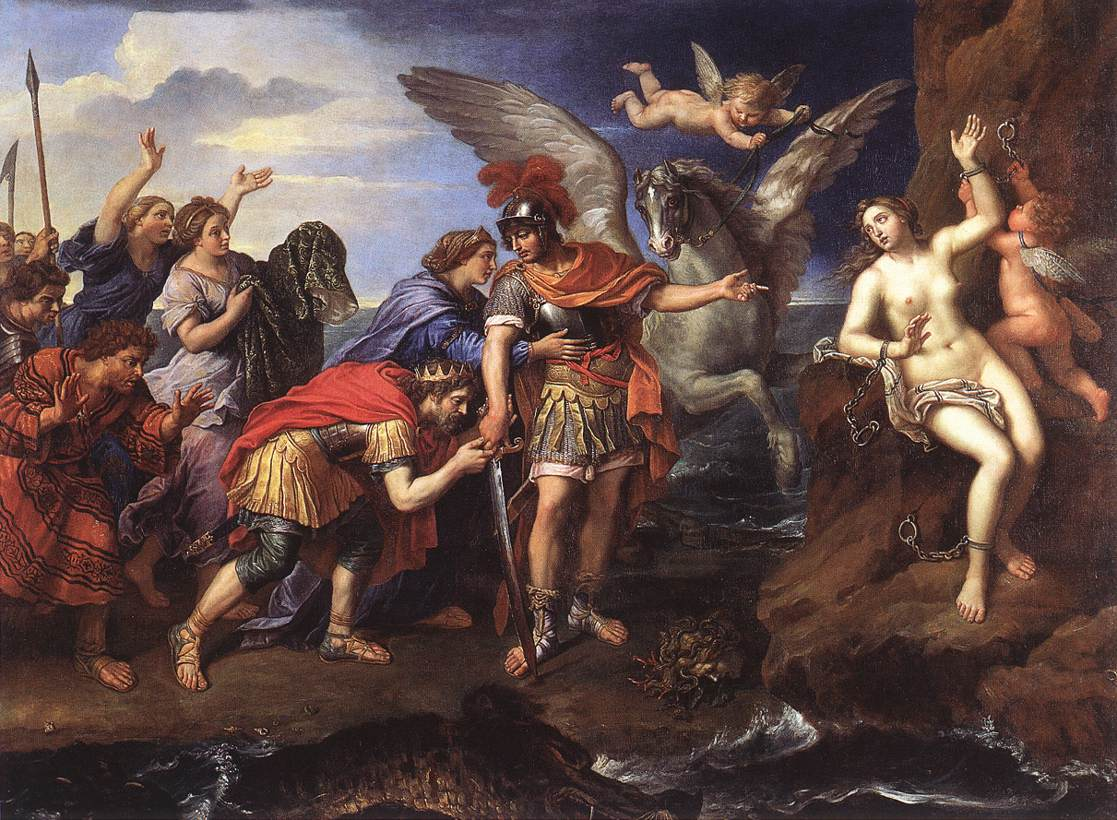
아이티오피아의 왕 케페우스와 여왕 카시오페이아가 페르세우스에게 감사 (1679). 피에르 미그나르 (루브르 박물관)
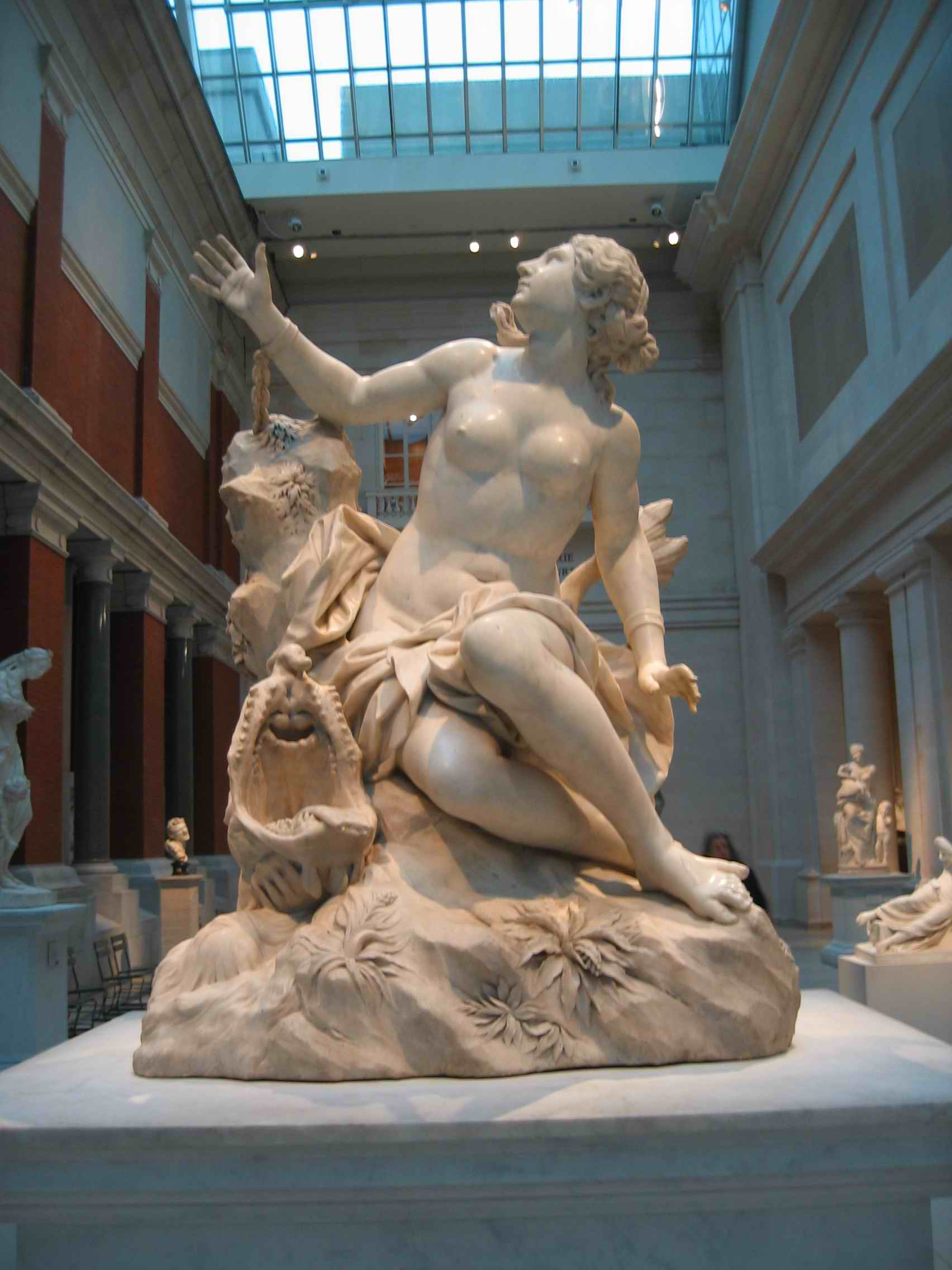
'안드로메다'. 도메니코 귀디

## 같이 보기
- 헤시오네
- 이피게네이아

## 참고
- (LG사이언스랜드-별별기상대) "www.lg-sl.net/product/scilab/sciencestorylist/PTST/readSciencestoryList.mvc?sciencestoryListId=PTST2008090003"
- (구글북스)그리스 로마 신화: 그리스 신화를 통해 서양문학과 예술, 인문학을 이해할 수 있다!

(공)저: 토마스 볼핀치